# 1260
Il 1260 (MCCLX in numeri romani) è un anno bisestile del XIII secolo.

## Eventi
- Nicola Pisano realizza il pulpito del battistero di Pisa
- Béla IV di Ungheria suddivide la Croazia in due sotto-regioni: la regione Croata a nord e la regione Slovena a sud.
- Il Ducato di Sassonia viene diviso in Sassonia-Lauenberg e Sassonia-Wittenberg
- Inizio della costruzione della Cattedrale di Dunkeld in Scozia
- Inizio della costruzione della cattedrali di Schwerin e Meißen
- Jacopo da Varazze completa la Legenda Aurea
- 5 maggio - Kublai Khan diventa comandante dell'impero mongolo
- 12 luglio - Battaglia di Kressenbrunn, combattuta fra il regno di Boemia e il regno di Ungheria per il possesso dell'arciducato d'Austria e il ducato della Stiria. Le forze boeme erano comandate da re Ottocaro II di Boemia e quelle ungheresi da re Béla IV d'Ungheria.
- 13 luglio - Battaglia di Durbe: Durante la Crociata del Nord, i samogiti sconfissero nettamente le forze congiunte dei Cavalieri Teutonici della Prussia e dell'Ordine livoniano dalla Livonia.
- 26 agosto - La famiglia degli Ezzelini fu sterminata completamente a Treviso
- 3 settembre - I Mamelucchi egiziani Baybars e Qutuz infliggono una rovinosa sconfitta ai Mongoli nella battaglia di Ayn Jalut
- 4 settembre - Battaglia di Montaperti, combattuta tra le truppe ghibelline capeggiate da Siena e quelle guelfe capeggiate da Firenze.
- 24 ottobre - Consacrazione della Cattedrale di Chartres alla presenza Luigi IX di Francia.

## Nati
- Agnese di Francia, duchessa († 1325)
- Baraka Khan, sultano egiziano († 1280)
- Andalò del Negro, astronomo, geografo e scrittore italiano († 1334)
- Andrea III di Vladimir, sovrano russo († 1304)
- Anna d'Ungheria, imperatrice bizantina († 1281)
- Beatrice di Sicilia, nobile († 1307)
- Pietro Boattieri, giurista italiano
- Bindo Bonichi, religioso e poeta italiano († 1337)
- Pietro Colonna, cardinale italiano († 1326)
- Rossellino Della Tosa, politico e nobile italiano († 1330)
- Alfonso Dionisio, nobile portoghese († 1310)
- Ermengol X di Urgell, conte († 1314)
- Giustina Francucci Bezzoli, religiosa italiana († 1319)
- Giordano da Pisa, religioso italiano († 1311)
- Roberto di Gloucester, storico britannico († 1300)
- Guillaume Pierre Godin, cardinale e vescovo cattolico francese († 1336)
- Tommaso Gozzadini, letterato italiano († 1330)
- Judah ibn Nissim ibn Malkah, filosofo marocchino
- Lloque Yupanqui, sovrano inca († 1290)
- Enguerrand de Marigny, giurista francese († 1315)
- Monaldo Monaldeschi, arcivescovo cattolico italiano († 1331)
- Henri de Mondeville, medico francese († 1320)
- Guglielmo di Nogaret, giurista francese († 1313)
- Filippo Tesauro, pittore italiano († 1320)
- Vivaldo da San Gimignano, religioso italiano († 1320)
- Vytenis, nobile lituano († 1316)
- Beatrice d'Ornacieux, religiosa francese († 1303)
- Pietro di Castiglia, principe spagnolo († 1283)
- Corrado II di Slesia, patriarca cattolico tedesco († 1304)
- Meister Eckhart, teologo e religioso tedesco

## Morti
- 1º gennaio - Ugolino da Gualdo Cattaneo, religioso italiano
- 8 gennaio - Albero V di Kuenring-Dürnstein, nobile austriaco
- 9 gennaio - Philippe Berruyer, arcivescovo cattolico francese
- 19 febbraio - Bonifacio di Losanna, vescovo cattolico e beato belga
- 24 febbraio - Ermengarda del Reno, nobile tedesca
- 3 aprile - Gandolfo Sacchi, francescano italiano
- 24 maggio - Teodorico IV di Kleve, conte
- 13 luglio - Burkhard von Hornhausen
- 26 agosto - Alberico da Romano, condottiero e trovatore italiano (n. 1196)
- 3 settembre - Kitbuga Noyan, militare turco
- 4 settembre - Jacopo de' Pazzi il Vecchio, condottiero italiano (n. 1196)
- 4 settembre - Jacopino Rangoni, generale e politico italiano
- 7 ottobre - Alberto I di Sassonia, nobile tedesco (n. 1175)
- 24 ottobre - Sayf al-Din Qutuz, sultano turco (n. 1221)
- Alfonso d'Aragona, principe spagnolo (n. 1222)
- Bayju, militare mongolo
- Albert von Behaim, politico e religioso tedesco (n. 1180)
- Gerardo di Bruxelles, matematico e filosofo belga
- Jordanus Nemorarius, matematico e astronomo italiano (n. 1225)
- Maio di Monopoli, pirata e ammiraglio italiano
- Maria di Brabante, regina tedesca (n. 1190)
- Matteo I di Cefalonia, nobile italiano
- Sinchi Roca, sovrano inca (n. 1230)
- Stefano I Gutkeled, nobile ungherese
- Brian Ua Neill, sovrano

## Calendario
| Calendario 1260 | Calendario 1260 | Calendario 1260 | Calendario 1260 | Calendario 1260 | Calendario 1260 | Calendario 1260 | Calendario 1260 | Calendario 1260 | Calendario 1260 | Calendario 1260 | Calendario 1260 | Calendario 1260 | Calendario 1260 | Calendario 1260 | Calendario 1260 | Calendario 1260 | Calendario 1260 | Calendario 1260 | Calendario 1260 | Calendario 1260 | Calendario 1260 | Calendario 1260 | Calendario 1260 | Calendario 1260 | Calendario 1260 | Calendario 1260 | Calendario 1260 | Calendario 1260 | Calendario 1260 | Calendario 1260 | Calendario 1260 | Calendario 1260 |
| --------------- | --------------- | --------------- | --------------- | --------------- | --------------- | --------------- | --------------- | --------------- | --------------- | --------------- | --------------- | --------------- | --------------- | --------------- | --------------- | --------------- | --------------- | --------------- | --------------- | --------------- | --------------- | --------------- | --------------- | --------------- | --------------- | --------------- | --------------- | --------------- | --------------- | --------------- | --------------- | --------------- |
|                 | 1               | 2               | 3               | 4               | 5               | 6               | 7               | 8               | 9               | 10              | 11              | 12              | 13              | 14              | 15              | 16              | 17              | 18              | 19              | 20              | 21              | 22              | 23              | 24              | 25              | 26              | 27              | 28              | 29              | 30              | 31              |                 |
| Gennaio         | Gi              | Ve              | Sa              | Do              | Lu              | Ma              | Me              | Gi              | Ve              | Sa              | Do              | Lu              | Ma              | Me              | Gi              | Ve              | Sa              | Do              | Lu              | Ma              | Me              | Gi              | Ve              | Sa              | Do              | Lu              | Ma              | Me              | Gi              | Ve              | Sa              |                 |
| Febbraio        | Do              | Lu              | Ma              | Me              | Gi              | Ve              | Sa              | Do              | Lu              | Ma              | Me              | Gi              | Ve              | Sa              | Do              | Lu              | Ma              | Me              | Gi              | Ve              | Sa              | Do              | Lu              | Ma              | Me              | Gi              | Ve              | Sa              | Do              |                 |                 |                 |
| Marzo           | Lu              | Ma              | Me              | Gi              | Ve              | Sa              | Do              | Lu              | Ma              | Me              | Gi              | Ve              | Sa              | Do              | Lu              | Ma              | Me              | Gi              | Ve              | Sa              | Do              | Lu              | Ma              | Me              | Gi              | Ve              | Sa              | Do              | Lu              | Ma              | Me              |                 |
| Aprile          | Gi              | Ve              | Sa              | Do              | Lu              | Ma              | Me              | Gi              | Ve              | Sa              | Do              | Lu              | Ma              | Me              | Gi              | Ve              | Sa              | Do              | Lu              | Ma              | Me              | Gi              | Ve              | Sa              | Do              | Lu              | Ma              | Me              | Gi              | Ve              |                 |                 |
| Maggio          | Sa              | Do              | Lu              | Ma              | Me              | Gi              | Ve              | Sa              | Do              | Lu              | Ma              | Me              | Gi              | Ve              | Sa              | Do              | Lu              | Ma              | Me              | Gi              | Ve              | Sa              | Do              | Lu              | Ma              | Me              | Gi              | Ve              | Sa              | Do              | Lu              |                 |
| Giugno          | Ma              | Me              | Gi              | Ve              | Sa              | Do              | Lu              | Ma              | Me              | Gi              | Ve              | Sa              | Do              | Lu              | Ma              | Me              | Gi              | Ve              | Sa              | Do              | Lu              | Ma              | Me              | Gi              | Ve              | Sa              | Do              | Lu              | Ma              | Me              |                 |                 |
| Luglio          | Gi              | Ve              | Sa              | Do              | Lu              | Ma              | Me              | Gi              | Ve              | Sa              | Do              | Lu              | Ma              | Me              | Gi              | Ve              | Sa              | Do              | Lu              | Ma              | Me              | Gi              | Ve              | Sa              | Do              | Lu              | Ma              | Me              | Gi              | Ve              | Sa              |                 |
| Agosto          | Do              | Lu              | Ma              | Me              | Gi              | Ve              | Sa              | Do              | Lu              | Ma              | Me              | Gi              | Ve              | Sa              | Do              | Lu              | Ma              | Me              | Gi              | Ve              | Sa              | Do              | Lu              | Ma              | Me              | Gi              | Ve              | Sa              | Do              | Lu              | Ma              |                 |
| Settembre       | Me              | Gi              | Ve              | Sa              | Do              | Lu              | Ma              | Me              | Gi              | Ve              | Sa              | Do              | Lu              | Ma              | Me              | Gi              | Ve              | Sa              | Do              | Lu              | Ma              | Me              | Gi              | Ve              | Sa              | Do              | Lu              | Ma              | Me              | Gi              |                 |                 |
| Ottobre         | Ve              | Sa              | Do              | Lu              | Ma              | Me              | Gi              | Ve              | Sa              | Do              | Lu              | Ma              | Me              | Gi              | Ve              | Sa              | Do              | Lu              | Ma              | Me              | Gi              | Ve              | Sa              | Do              | Lu              | Ma              | Me              | Gi              | Ve              | Sa              | Do              |                 |
| Novembre        | Lu              | Ma              | Me              | Gi              | Ve              | Sa              | Do              | Lu              | Ma              | Me              | Gi              | Ve              | Sa              | Do              | Lu              | Ma              | Me              | Gi              | Ve              | Sa              | Do              | Lu              | Ma              | Me              | Gi              | Ve              | Sa              | Do              | Lu              | Ma              |                 |                 |
| Dicembre        | Me              | Gi              | Ve              | Sa              | Do              | Lu              | Ma              | Me              | Gi              | Ve              | Sa              | Do              | Lu              | Ma              | Me              | Gi              | Ve              | Sa              | Do              | Lu              | Ma              | Me              | Gi              | Ve              | Sa              | Do              | Lu              | Ma              | Me              | Gi              | Ve              |                 |